# Simulium taipokauense
Simulium taipokauense är en tvåvingeart som beskrevs av Takaoka, Davies och Dudgeon 1995. Simulium taipokauense ingår i släktet Simulium och familjen knott.
Artens utbredningsområde är Hongkong (Kina). Inga underarter finns listade i Catalogue of Life.